# Georges Roux (assyriologue)
Pour les articles homonymes, voir Georges Roux.
Cet article concerne l'assyriologue. Pour l'archéologue, voir Georges Roux (archéologue).
Georges Raymond Nicolas Albert Roux, né le 16 novembre 1914 à Salon-de-Provence et mort le 12 août 1999 à Ivry-sur-Seine, est un médecin et assyriologue amateur français, auteur de deux ouvrages sur le Proche-Orient ancien, Ancient Irak et La Mésopotamie.

## Biographie
Georges Roux vit de 1923 à 1935 au Liban, alors administré par la France, où son père est officier. Il fait ses études secondaires à Beyrouth, dans une école jésuite, puis s'inscrit à la faculté de médecine de Paris, dont il est diplômé en 1941. Il exerce quelque temps la médecine à Paris, puis suit des études d'histoire orientale à l'école pratique des hautes études,. Roux devient membre de la British School of Archaeology in Iraq en 1952. Il travaille pour l'Iraq Petroleum Company de 1950 à 1959, au Qatar puis en Irak. Il publie plusieurs articles dans la revue de cette société, entre 1956 et 1960 intitulés L'histoire de l'ancien Iraq. Il publie également des articles dans les périodiques Sumer, Revue d'assyriologie et d'archéologie orientale et L'Histoire. À cette époque, ses séjours au Proche-Orient lui permettent d'en acquérir une « connaissance inégalée », et, bien qu'il se considère lui-même comme un assyriologue « amateur », les travaux d'exploration et d'identification de sites archéologiques qu'il a entrepris dans cette région — dont à Al-hammar —, associées à ses études d'assyriologie lui confèrent le statut de spécialiste dans ce domaine et notamment dans celui de l'histoire de la civilisation mésopotamienne.
En 1964, il publie en anglais Ancient Iraq — le titre Irak antique sous-entendant les civilisations d'Assyrie, de Babylone et de Sumer —, un livre sur l'histoire politique, culturelle et socio-économique de la Mésopotamie, réédité en 1992. Cet ouvrage « est considéré comme un texte fondamental, à tel point qu'il a également été traduit en arabe » en 1987. En 1985, il publie sa traduction en français intitulée La Mésopotamie. Essai d'histoire politique, économique et culturelle, puis en espagnol en 1987 et 1990 ainsi qu'en polonais en 1998. Lors de la parution de cet essai en français en 1985, Pierre Chuvin met en exergue « l'audace », « la ténacité » voire « la candeur » de Roux pour avoir entrepris, avec des mises à jour, une nouvelle rédaction de l'histoire culturelle, économique et politique de la Mésopotamie des années après la publication d'Ancient Iraq. Après la révolution irakienne de 1958, il rentre en Europe et dirige le département médical international du groupe pharmaceutique GlaxoWellcome. Il prend la retraite de son poste de directeur en 1980 et s'installe avec sa femme en Bourgogne.
Il se marie deux fois (Roux a deux fils et deux filles issus de ces mariages) avant d'épouser Christiane Roux en 1972. Le couple participe à plusieurs colloques du groupe François Thureau-Dangin et des conférences à la British School of Archaeology in Iraq. Après avoir vécu en Bourgogne, les Roux s'installent à Londres.

## Hommages et postérité
« Une figure exceptionnelle disparaît avec Georges Roux » souligne Pierre Chuvin,. Le professeur Giovanni Pettinato, universitaire des Lincei, professeur d'assyrologie à l'Université de Rome « La Sapienza » et éminent spécialiste des civilisations sémitiques, est plus nuancé à l'égard des travaux de Roux. Pour Pettinnato, « Roux était un bon vulgarisateur, mais des sciences des autres ».
Pour l'orientaliste et assyriologue Henry Saggs, le travail de Roux se caractérise à la fois par son « équilibre » et son « ampleur ». L'équilibre se retrouve lorsque, face à des données incertaines, Roux privilégie systématiquement une hypothèse crédible au « fantastique ». L'ampleur du travail de Roux se retrouve dans « sa tentative réussie de présenter une image du contexte, à la fois politique et culturel », de la civilisation mésopotamienne.

## Publications
- (en) Ancient Iraq, Penguin Books, 1992, 3e éd. (1re éd. 1964) (lire en ligne [PDF]).
- La Mésopotamie. Essai d'histoire politique, économique et culturelle  (préf. Jean Bottéro), Le Seuil, 1995, 2e éd. (1re éd. 1985) (lire en ligne).
- « Adapa, le vent et l'eau », Revue d'Assyriologie et d'archéologie orientale, Presses Universitaires de France, vol. 55, no 1,‎ 1961, p. 13-33 (lire en ligne, consulté le 19 décembre 2020).
- « La grande énigme du cimetière d'Ur », L'Histoire, no 75,‎ février 1985 (lire en ligne, consulté le 20 décembre 2020).
- « Les Sumériens sortaient-ils de la mer ? », L'Histoire, no 45,‎ mai 1982 (lire en ligne, consulté le 20 décembre 2020) (également publié dans l'ouvrage collectif avec Jean Bottéro, Pierre Chuvin, André Finet, Bertrand Lafont et Jean-Maurice de Montremy, Initiation à l'Orient ancien : de Sumer à la Bible, Seuil, coll. « Points histoire », 1992 (lire en ligne [PDF]).
- « Sémiramis, la reine mystérieuse d'Orient », Les collections de L'Histoire, no 22,‎ mars 2004 (lire en ligne).
- (en) History of Erbil, Salahaldeen University, 1990[6].